# Trois sous de poireaux
Trois sous de poireaux è un cortometraggio del 1906 diretto da Georges Hatot.

## Trama
Boireau è un ubriaco abitudinario. Sua moglie che sta preparando la cena, lo incarica per prendergli i tre porri che gli mancano per preparare il pot-au-feu.  Boireau è pentito ma la tentazione è troppo forte per via dei troppi commercianti di vino. Dopo aver comprato i porri, arriva a casa che li ha quasi persi tutti. La moglie diventa furiosa, e tutti e due incominciano a picchiarsi.

## Fonti[1]
- Henri Bousquet: Soggetto nel Supplemento di aprile-maggio 1906
- Susan Dalton: Film Pathé Brothers - Supplemento. Parigi: Pathé, aprile-maggio, 1906, p 018
- Fratelli Pathé: I film di Pathé produzione (1896-1914), volume 1, p 140
- Film dei fratelli Pathé. Parigi: Pathé, 1907, p. 071
- Cinematographi Pathé fratelli - Parigi, Milano, 1907, p 044

## Proiezioni
1. Cinema-teatro Rancy, Tolosa, dal 9 al 15.2.1907
2. Cinema Artistico, Parigi, dal 15 al 22.2.1907